# Yexi, Anhui
Yexi (kinesiska: 冶溪) är en köping i östra Kina. Den ligger i Yuexi härad i Anqing i provinsen Anhui, omkring 180 kilometer sydväst om provinshuvudstaden Hefei. Antalet invånare är 15434. Befolkningen består av 7 668 kvinnor och 7 766 män. Barn under 15 år utgör 19,0 %, vuxna 15-64 år 68 %, och äldre över 65 år 11,0 %.